# Legolas Zelenolisti
Legolas je izmišljen lik iz Tolkienove mitologije, serije knjig o Srednjem svetu britanskega pisatelja J. R. R. Tolkiena.
V romanu Gospodar prstanov je eden najpomembnejših likov, princ gozdnih vilinov iz Mrkolesja oziroma Zelengaja. Je sin Thranduila, vilinskega kralja te gozdne dežele in Gozdnega kraljestva.
Legolas je eden izmed deveterice Bratovščine prstana, v katero ga določi Elrond.
Za časa Vojne Prstana je star približno 2931 let, vendar ta podatek ni v nobeni Tolkienovi knjigi natančno podan, zatorej je le špekulacija. Legolas je bil Bratovščini zelo v pomoč, saj je izvrsten mečevalec in še mnogo boljši lokostrelec. A njegova zvestoba in prijateljstvo sta bila v še večjo podporo tovarišem. Po končani vojni za Prstan je s škratom Gimlijem odšel v Fangorn in nato domov v Zelengaj.
Thranduil in Legolas sta viline iz Gozdnega kraljestva nato popeljala v Ithilien, ki je spet postal najlepša dežela v Srednjem svetu. Ko pa je naposled prišel konec kralja Elessarja, je Legolas zgradil ladjo in, skupaj z Gimlijem odšel na Zahod. Tako je naposled le izpolnil svojo srčno željo. 
Legolas je neomenjen nastopal tudi v Tolkienovem romanu Hobit v gozdu Mrkolesje, kamor so se odpravili Bilbo in škratje.